# Nia Jax
Pour les articles homonymes, voir Fanene.
Savelina Fanene (née le 29 mai 1984 à Sydney, Australie) est une catcheuse (lutteuse professionnelle) et mannequin américaine d'origine australienne. Elle travaille actuellement à la World Wrestling Entertainment, dans la division SmackDown, sous le nom de Nia Jax, où elle est l'actuelle Queen of the Ring.
Elle est la cousine de Dwayne « The Rock » Johnson et commence à travailler comme mannequin grande taille. Elle décide de devenir catcheuse après avoir vu son cousin lutter en 2012. Elle signe un contrat avec la WWE en 2014 et après une période d'entraînement au WWE Performance Center, elle fait ses premiers combats de catch au printemps 2015 à NXT, l'émission club-école de la WWE.

## Jeunesse
Fanene est née à Sydney et a grandi à Honolulu, Hawaii, elle est la fille de Joseph et Renate Fanene. Ses parents partent ensuite pour San Diego et durant son enfance ses parents lui parlent fréquemment de la carrière de son grand-oncle Peter Maiva (en), un samoan devenu catcheur aux États-Unis. Durant son adolescence elle fait partie de l'équipe de basketball de son lycée et après son diplôme de fin d'études secondaire étudie au Palomar College (en) où elle obtient un bachelor en business et administration et fait partie de l'équipe de basket. Elle devient ensuite mannequin grande taille.

## Carrière

### World Wrestling Entertainment (2014-2021)

#### Passage à la NXT (2014-2016)
Fin mai 2014, la World Wrestling Entertainment (WWE) annonce la signature d'un contrat avec Fanene.
Elle s'entraine au WWE Performance Center et fait son premier combat le 7 mai 2015 sous le nom de Zada au cours d'un spectacle non diffusé à la télévision de la NXT en perdant avec Devin Taylor face à Bayley et Carmella. Elle garde ce nom de ring jusqu'en août où la WWE le change pour celui de Nia Jax. Le 14 octobre, elle apparait pour la première fois à NXT et bat rapidement Evie. Fin novembre, elle s'allie avec Eva Marie et elles deviennent les rivales de Bayley qui est alors la championne de la NXT. Jax obtient un match pour ce titre le 16 décembre au cours de NXT Takeover: London mais ne parvient pas à vaincre Bayley.
La rivalité entre l'équipe Eva Marie-Nia Jax et Bayley continue début 2016 avec notamment une attaque de Jax et Eva Marie contre Bayley après la victoire de cette dernière dans un match de championnat face à Carmella le 10 février. Cette agression se conclut par l'intervention d'Asuka qui vient en aide à la championne. Cela donne lieu à un match par équipe opposant Carmella et Bayley à leur agresseuses deux semaines plus tard remporté par Eva Marie et Jax.
Elle est à nouveau challenger pour le championnat féminin de la NXT en remportant un match à trois catcheuses comprenant Carmella et Alexa Bliss le 25 mai. Elle ne parvient pas à battre Asuka le 8 juin qui conserve son titre au cours de NXT Takeover: The End. Elle tente à nouveau de mettre fin au règne d'Asuka le 28 décembre sans succès.

#### Draft àRaw, rivalité avec Sasha Banks et Asuka (2016-2018)
Le 19 juillet, lors du Draft, Stephanie McMahon la choisit pour rejoindre Raw. Le 25 septembre lors du pré-show à Clash of Champions, elle bat Alicia Fox.
Le 20 novembre aux Survivor Series, l'équipe Raw (Charlotte Flair, Alicia Fox, Bayley, Sasha Banks et elle) bat celle de SmackDown (Becky Lynch, Alexa Bliss, Carmella, Naomi et Natalya) dans un 5-on-5 Traditional Survivor Series Woman's Elimination Match.
Le 29 janvier 2017 lors du pré-show au Royal Rumble, elle bat Sasha Banks. Le 5 mars à Fastlane, elle perd le match revanche face à cette même adversaire.
Le 2 avril à WrestleMania 33, elle ne remporte pas le titre féminin de Raw, battue par Bayley dans un Fatal 4-Way Elimination Match, qui inclut également Charlotte Flair et Sasha Banks.
Le 24 septembre à No Mercy, elle ne remporte pas le titre féminin de Raw, battue par Alexa Bliss dans un Fatal 5-Way Match, qui inclut également Bayley, Emma et Sasha Banks,. Le 19 novembre aux Survivor Series, l'équipe Raw (Alicia Fox, Asuka, Bayley, Sasha Banks et elle) bat celle de SmackDown (Becky Lynch, Carmella, Naomi, Natalya et Tamina) dans un 5-on-5 Traditional Survivor Series Woman's Elimination Match,,.
Le 28 janvier 2018 au Royal Rumble, elle entre dans le premier Royal Rumble féminin en 22e position, élimine Jacqueline, Naomi, Kelly Kelly et Ruby Riott, avant d'être elle-même éliminée par Asuka, Bayley, les Bella Twins, Natalya et Trish Stratus. Le 25 février à Elimination Chamber, elle perd face à Asuka,.

#### Championne deRaw, alliance avec Tamina et blessure (2018-2019)

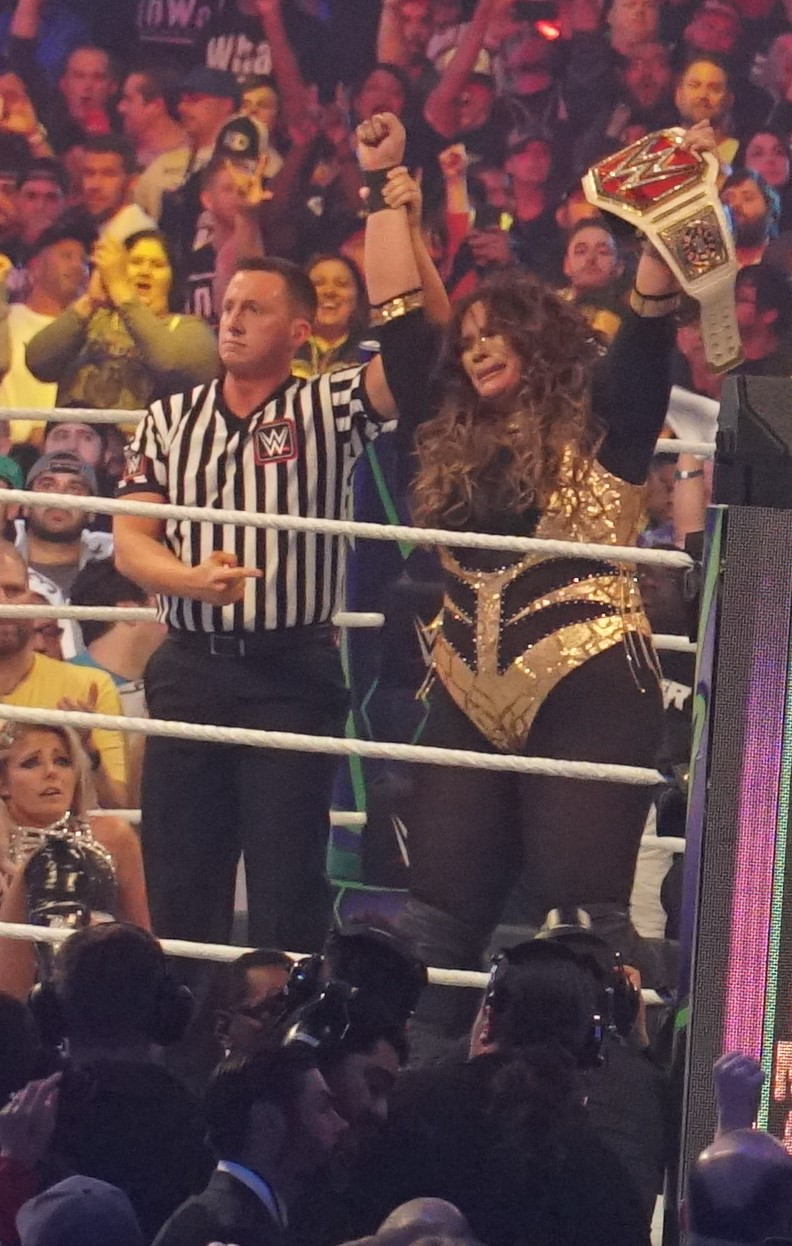
Jax après avoir gagné le Raw Women's Championship à WrestleMania 34

Le 10 mars à Raw, après avoir battu une catcheuse locale, elle surprend en direct une conversation entre Alexa Bliss et Mickie James, où la championne avoue à la future Hall of Fame se servir d'elle pour sa gloire personnelle et dit qu'elle est facile à manipuler, car bête et grosse. Folle de rage, elle effectue un Face Turn, car elle saccage le vestiaire des deux catcheuses avant de fondre en larmes.
Le 8 avril à WrestleMania 34, elle devient la nouvelle championne de Raw en battant Alexa Bliss et remporte le titre pour la première fois de sa carrière. Le 6 mai à Backlash, elle conserve son titre en rebattant sa même adversaire. Le 17 juin à Money in the Bank, elle perd face à Ronda Rousey par disqualification, car Alexa Bliss intervient dans le match et les attaque toutes les deux. Elle ne conserve ensuite pas sa ceinture, battue par cette dernière qui utilise sa mallette sur elle, ce qui met fin à un règne de 39 jours.
Le 15 juillet à Extreme Rules, elle ne remporte pas la ceinture, rebattue par The Goddess. Le 17 septembre à Raw, elle fait son retour après deux mois d'absence. Ember Moon et elle battent Alicia Fox et Mickie James.
Le 28 octobre à Evolution, elle remporte la Women's Battle Royal en éliminant en dernière Ember Moon et devient aspirante no 1 à la ceinture féminine du show rouge. Le 5 novembre à Raw, elle bat Ember Moon. Après le match, Tamina la confronte et porte un Samoan Drop sur son adversaire. Elle effectue ensuite un Heel Turn en portant aussi un Samoan Drop sur Ember Moon et s'allie officiellement avec sa cousine. Le 18 novembre aux Survivor Series, l'équipe Raw, dont elles font partie, bat celle de SmackDown dans un Women's 5-on-5 Traditional Survivor Series Elimination Tag Team match. Le 16 décembre à TLC, elle ne remporte pas le titre féminin de Raw, battue par Ronda Rousey par soumission.
Le 27 janvier 2019 au Royal Rumble, elle entre dans le Women's Royal Rumble match en 29e position, élimine Natalya, Io Shirai et Bayley (avec l'aide de Charlotte Flair) avant d'être elle-même éliminée par la future gagnante, Becky Lynch. Plus tard dans la soirée, elle attaque R-Truth lors de son entrée dans le Men's Royal Rumble match et prend sa place. Elle élimine Mustafa Ali avant d'être elle-même éliminée par Rey Mysterio. Le 17 février à Elimination Chamber, Tamina et elle ne devienne tpas les premières championnes par équipes de la WWE, battues par la Boss'n'Hug Connection dans un Women's Elimination Chamber Tag Team match qui inclut également Fire & Desire, les IIconics, le Riott Squad (Liv Morgan et Sarah Logan) et le duo Carmella-Naomi. Le 10 mars à Fastlane, elles ne remportent pas les ceintures, rebattues par leurs mêmes adversaires.
Le 7 avril à WrestleMania 35, elles ne remportent pas les ceintures, battues par les IIconics dans un Fatal 4-Way Tag Team match qui inclut également la Boss'n'Hug Connection et les Divas of Doom. Cinq jours plus tard, elle souffre d'une rupture des ligaments croisés antérieurs des deux genoux et doit s'absenter pour une durée indéterminée.

#### Retour de blessure, double championne par équipes de la WWE avec Shayna Baszler et renvoi (2020-2021)
Le 6 avril 2020 à Raw, elle fait son retour de blessure, après presque d'un an d'inactivité sur le ring, et bat Deonna Purrazzo.  Le 10 mai à Money in the Bank, elle ne remporte pas la mallette, gagnée par Asuka. Le 14 juin à Backlash, son match face à la Japonaise se termine en double décompte extérieur, mais elle ne remporte pas la ceinture féminine du show rouge. Le 24 août à Raw, elle fait gagner Shayna Baszler face à Bayley par disqualification en attaquant la première, mais à la surprise générale, décide finalement de s'allier avec The Queen of Spades afin d'affronter la Golden Role Models pour les titres féminins par équipes. Cinq soirs plus tard à Payback, Shayna Baszler et elle deviennent les nouvelles championnes par équipes en battant la Golden Role Models.
Le 22 novembre aux Survivor Series, l'équipe Raw, dont elles font partie, bat celle de SmackDown dans un Women's 5-on-5 Traditional Survivor Series Elimination Tag Team match. Le 20 décembre à TLC, elles ne conservent pas leurs ceintures, battues par Charlotte Flair et Asuka, ce qui met fin à un règne de 85 jours. 
Le 31 janvier 2021 lors du pré-show au Royal Rumble, aidées par les distractions de Lacey Evans et Ric Flair, elles redeviennent championnes par équipes, pour la seconde fois, en prenant leur revanche sur leurs mêmes adversaires. Plus tard dans la soirée, elle entre dans le Women's Royal Rumble match en avant-dernière position, élimine Naomi, Tamina, sa propre partenaire et Ember Moon avant d'être elle-même éliminée par Lana. Le 21 février à Elimination Chamber, son équipière et elle conservent leurs titres en battant Bianca Belair et Sasha Banks. Le 21 mars à Fastlane, elles conservent leurs titres en rebattant leurs mêmes opposantes. 
Le 11 avril à WrestleMania 37, elles conservent leurs titres en battant Natalya et Tamina. Le 14 mai à SmackDown, elles ne conservent pas leurs ceintures, battues par leurs mêmes adversaires dans un match revanche, ce qui met fin à un règne de 103 jours. 
Le 20 septembre à Raw, elle perd face à Shayna Baszler par soumission, ce qui met fin à leur partenariat. Après le combat, cette dernière la blesse au poignet gauche sur l'escalier en acier.
Le 4 novembre, la WWE annonce son renvoi, ainsi que celui de B-Fab, Ember Moon, Eva Marie, Franky Monet, Gran Metalik, Harry Smith, Jeet Rama, Jessi Kamea, Karrion Kross, Katrina Cortez, Keith Lee, Lince Dorado, Mia Yim, Oney Lorcan, Scarlett Bordeaux, Trey Baxter et Zeyda Ramier.

### Retour à la World Wrestling Entertainment (2023-...)

#### Retour àRaw, Draft àSmackDown, Queen of the Ring et double championne de la WWE (2023-...)
Le 28 janvier 2023 au Royal Rumble, elle fait son retour à la World Wrestling Entertainment un an et 2 mois et demi après son renvoi, entre dans le Women's Royal Rumble match en dernière position, mais se fait éliminer par 10 Superstars féminines.
Le 11 septembre à Raw, elle fait officiellement son retour dans la compagnie après 7 mois et demi d'absence en tant que Heel. Elle aide Rhea Ripley à conserver sa ceinture face à Raquel Rodriguez, mais attaque l'Australienne pendant sa célébration.
Le 4 novembre à Crown Jewel, elle ne remporte pas le titre mondial féminin, battue par l'Australienne dans un Fatal 5-Way match, qui inclut également Raquel Rodriguez, Shayna Baszler et Zoey Stark.
Le 27 janvier 2024 au Royal Rumble, elle entre dans le Royal Rumble match féminin en 19e position, élimine 8 autres catcheuses, avant de se faire éliminer par Jade Cargill en 21e position. Le 24 février à Elimination Chamber, elle ne remporte pas la ceinture, rebattue par sa même adversaire. 
Le 26 avril à SmackDown, lors du Draft, elle est annoncée être officiellement transférée au show bleu par Michelle McCool. Un peu plus tard dans la soirée, elle provoque le match nul entre Naomi et Tiffany Stratton en attaquant la première qui défendait Bayley. Le 25 mai à King & Queen of the Ring, elle devient la nouvelle Queen of the Ring en battant Lyra Valkyria en finale du tournoi et automatiquement aspirante no 1 au titre féminin.
Le 3 août à  SummerSlam, elle redevient championne de la WWE, pour la seconde fois, en battant Bayley.
Le 5 octobre à Bad Blood, elle conserve son titre en rebattant sa même adversaire. Le 2 novembre à Crown Jewel, elle ne devient pas la nouvelle championne Crown Jewel, battue par Liv Morgan. Le 30 novembre aux Survivor Series: WarGames, Liv Morgan, Raquel Rodriguez, Candice LeRae, Tiffany Stratton et elle perdent face à Rhea Ripley, Iyo Sky, Bayley, Naomi et Bianca Belair dans son tout premier Women's WarGames match.
Le 3 octobre 2025 à SmackDown, elle conserve son titre en battant Naomi. Mais après le combat, elle ne conserve pas sa ceinture, battue par Tiffany Stratton qui l'attaque et encaisse sa mallette sur elle, ce qui met fin à un règne de 153 jours.

## Vie privée
Fanene a deux origines, samoane et allemande. Elle est également la cousine de Dwayne « The Rock » Johnson et de Roman Reigns.
Le 2 août 2014, Fanene et sa tante, Ata Maivia-Johnson (la mère de Dwayne Johnson), ont été victimes d'un choc frontal avec la Cadillac Escalade de cette dernière par un conducteur ivre alors qu'elles conduisaient en revenant d'un événement de charité à Clermont, en Floride, ce qui a amené Fanene et Maivia-Johnson à être hospitalisées avec des blessures après l'incident. L'autre conducteur concerné a par la suite été accusé de conduite sous influence de l'alcool.
Elle a rejoint en 2017 la saison 7 de Total Divas avec Carmella et Alexa Bliss comme nouvelle recrue. En septembre 2018, elle participe également à la saison 8.

## Palmarès
- World Wrestling Entertainment (WWE)
  - 2 fois Championne de la WWE
  - 2 fois Championne féminine par équipe de la WWE - avec Shayna Baszler
  - Vainqueure du Queen of the Ring (2024)

## Récompenses des magazines
- Pro Wrestling Illustrated

| Année | 2016 | 2017 | 2018 | 2019        | 2020 | 2021 | 2022 à 2023 | 2024 |
| ----- | ---- | ---- | ---- | ----------- | ---- | ---- | ----------- | ---- |
| Rang  | 23   | 22   | 8    | Non classée | 69   | 69   | Non classée | 22   |

- Wrestling Observer Newsletter
  - 10e Rookie de l'année 2015[72]